# F.R. David
F.R. David, artistnamn för Eli Robert Fitoussi, född 1 januari 1947 i Menzel Bourguiba i Tunisien, är en franskspråkig sångare. Hans speciella kännetecken är att han ofta bär solglasögon och spelar på en vit Fender Stratocaster elgitarr. Han är mest känd för låten Words från 1982 som sålde i över åtta miljoner exemplar över hela världen.

## Diskografi
Album
- Tout Va Bien (with Les Boots) (1968)
- Earth (with Vangelis) (1973)
- Café De Paris (with Les Variations) (1975)
- Close But No Guitar (with Marc Tobaly) (1978)
- Words (1982)
- Long Distance Flight (1984)
- Reflections (1987)
- Voices Of The Blue Planet (1998)
- Words – ' 99 Version (1999)
- The Wheel (2007)
- Numbers (2009)
- Midnight Drive (2013)

singel
- Words (1982)
- Pick Up The Phone (1983)
- Music (1983)
- I Need You (1983)
- Gotta Get A Move On (1983)
- Play A Little Game (1983)
- Rock Fame (1983)
- Sand Dunes (1983)
- Dream Away (1984)
- Sahara Night (1986)
- Don't Go (1987)
- Words '91 (1991)
- I'll Try To Love Again (1992)
- Words 2K11 (2011)
- Words (Original Single) (2013)
- Words (Extended) (2014)
- Your Love Shines (2018)

Samlingsalbum
- Greatest Hits (1991)
- Best Of F.R. David (2000)